# Автентичний каданс
Автентичний каданс — завершення музичного твору або музичного речення за допомогою переходу від акордів домінантової функції до тонічної. Часто домінанті передує якась форма субдомінанти.
Розрізняють за позицією та позицією домінанти та тоніки:
- досконале автентичне повне закриття (домінант і тоніка в кореневій позиції, тоніка в позиції октави);
- недосконале автентичне повне закриття (всі інші випадки)[1].

## Приклад
Йозеф Гайдн, Соната ля-бемоль мажор Hob. XVI:43, Rondo, T. 1–8: